# 수호이 Su-75
수호이 Su-75(러시아어: Сухой Су-75, 코드명: Checkmate)는 러시아 수호이에서 러시아 공군 및 수출을 위해 개발 중인 단발 전투기이다. 수호이 개발국은 개발 당시 이 전투기를 T-75라고 명명했다.

## 개발
2021 MAKS 에어쇼에서 블라디미르 푸틴 러시아 대통령이 참석한 가운데 Su-75의 고정모형이 공개되었다. Su-75의 첫 비행은 2023년에 처음 계획되었고 그 후 2024년으로 넘어갔으며, 초기 배송은 2026년에서 2027년 사이로 예정되어 있다. 이 전투기는 저비용 및 수출용으로 설계되었고, 록히드 마틴 F-35 라이트닝 II 및 선양 J-31과 같은 경중형급과 경쟁할 수 있다. 15년 동안 300대의 비행기가 생산될 것으로 예상된다. 로스테크의 CEO인 세르게이 체메조프에 따르면 Su-75는 대당 2,500만 달러에서 3,000만 달러가 소요될 것으로 예상된다.
2021년 11월 14일, 수호이 Su-57이 생산되는 콤소몰스크-온-아무르 항공기 공장에서 Su-75의 여러 시제품의 생산이 시작되었다. Su-75는 러시아에 대한 국제사회의 제재와 유럽 연합의 반도체 및 첨단산업 수출 거부로 개발이 지연될 수 있다. 러시아가 미국 달러를 이용해 무역을 할 수 없기 때문에 잠재적 수출도 정체됐다. 2022년 8월 16일, 통합항공기제작사는 Su-75의 시제품을 4대 제작하고 이르면 2024년부터 비행 시험을 할 계획이라고 발표했다.

## 같이 보기
- 수호이 Su-57